# Dynasty Cup 1990
La Dynasty Cup 1990 (1990 Dynasty Cup) fu la prima edizione della Dynasty Cup, competizione calcistica per nazione organizzata dalla EAFF. La competizione si svolse in Cina dal 27 luglio al 3 agosto 1990 e vide la partecipazione di quattro squadre: Cina, Corea del Nord, Corea del Sud, Giappone.

## Formula
- Qualificazioni

Nessuna fase di qualificazione. Le squadre sono qualificate direttamente alla fase finale.
- Fase finale

Girone unico - 4 squadre: giocano partite di sola andata. La prima e la seconda classificata si qualificano per la finale per il 1º posto; la vincente si laurea campione della Dynasty Cup.

## Squadre partecipanti
| Pr. | Squadra        | Data di qualificazione certa | Partecipante in quanto                                         | Partecipazioni precedenti al torneo | Ultima presenza |
| --- | -------------- | ---------------------------- | -------------------------------------------------------------- | ----------------------------------- | --------------- |
| 1   | Cina           | -                            | Rappresentativa della nazione organizzatrice della fase finale | -                                   | Esordiente      |
| 2   | Corea del Nord | -                            | Qualificata di diritto                                         | -                                   | Esordiente      |
| 3   | Corea del Sud  | -                            | Qualificata di diritto                                         | -                                   | Esordiente      |
| 4   | Giappone       | -                            | Qualificata di diritto                                         | -                                   | Esordiente      |

Nella sezione "partecipazioni precedenti al torneo", le date in grassetto indicano che la nazione ha vinto quella edizione del torneo, mentre le date in corsivo indicano la nazione ospitante.

## Fase finale

### Girone unico

#### Classifica
| Pos | Squadra        | P.ti | G | V | N | P | GF | GS | DR |
| --- | -------------- | ---- | - | - | - | - | -- | -- | -- |
| 1   | Corea del Sud  | 6    | 3 | 3 | 0 | 0 | 4  | 0  | +4 |
| 2   | Cina           | 4    | 3 | 2 | 0 | 1 | 3  | 1  | +2 |
| 3   | Corea del Nord | 2    | 3 | 1 | 0 | 2 | 1  | 3  | -2 |
| 4   | Giappone       | 0    | 3 | 0 | 0 | 3 | 0  | 4  | -4 |

#### Risultati
| 27 luglio 1990                                              | Corea del Sud | 2 – 0 | Giappone |  |
| \| \| \| \| \| Sun-hong 34’ Joo-sung 66’ \| Marcatori \| \| |               |       |          |  |
|                                                             |               |       |          |  |
| Sun-hong 34’ Joo-sung 66’                                   | Marcatori     |       |          |  |

| 27 luglio 1990                                     | Cina      | 2 – 0 | Corea del Nord |  |
| \| \| \| \| \| Sheng 9’ Lin 46’ \| Marcatori \| \| |           |       |                |  |
|                                                    |           |       |                |  |
| Sheng 9’ Lin 46’                                   | Marcatori |       |                |  |

| 29 luglio 1990                             | Corea del Sud | 1 – 0 | Corea del Nord |  |
| \| \| \| \| \| Kwan 89’ \| Marcatori \| \| |               |       |                |  |
|                                            |               |       |                |  |
| Kwan 89’                                   | Marcatori     |       |                |  |

| 29 luglio 1990                              | Cina      | 1 – 0 | Giappone |  |
| \| \| \| \| \| Qunli 77’ \| Marcatori \| \| |           |       |          |  |
|                                             |           |       |          |  |
| Qunli 77’                                   | Marcatori |       |          |  |

| 31 luglio 1990                                  | Corea del Nord | 1 – 0 | Giappone |  |
| \| \| \| \| \| Hyok-Chon 66’ \| Marcatori \| \| |                |       |          |  |
|                                                 |                |       |          |  |
| Hyok-Chon 66’                                   | Marcatori      |       |          |  |

| 31 luglio 1990                                  | Cina      | 0 – 1         | Corea del Sud |  |
| \| \| \| \| \| \| Marcatori \| 26’ Sang-yoon \| |           |               |               |  |
|                                                 |           |               |               |  |
|                                                 | Marcatori | 26’ Sang-yoon |               |  |

### Finale per il 1º posto
| 3 agosto 1990 | Cina                 | 1 – 1                                                              | Corea del Sud |  |
| \| \| \| \| \| Chao 66’ \| Marcatori \| 26’ (rig.) Myung-bo \| \| Qunli Hongbing Chao Ju Yuxin Xiaowen Yijun \| Tiri di rigore 4 – 5 \| Myung-bo Soon-ho Young-jin Yong-hwan In-young Sang-yoon Kyung-hoon \| |                      |                                                                    |               |  |
| |                      |                                                                    |               |  |
| Chao 66’ | Marcatori            | 26’ (rig.) Myung-bo                                                |               |  |
| Qunli Hongbing Chao Ju Yuxin Xiaowen Yijun | Tiri di rigore 4 – 5 | Myung-bo Soon-ho Young-jin Yong-hwan In-young Sang-yoon Kyung-hoon |               |  |